# Scaptia berylensis
Scaptia berylensis är en tvåvingeart som först beskrevs av Ricardo 1915.  Scaptia berylensis ingår i släktet Scaptia och familjen bromsar. Inga underarter finns listade i Catalogue of Life.